# Ralf Westhoff

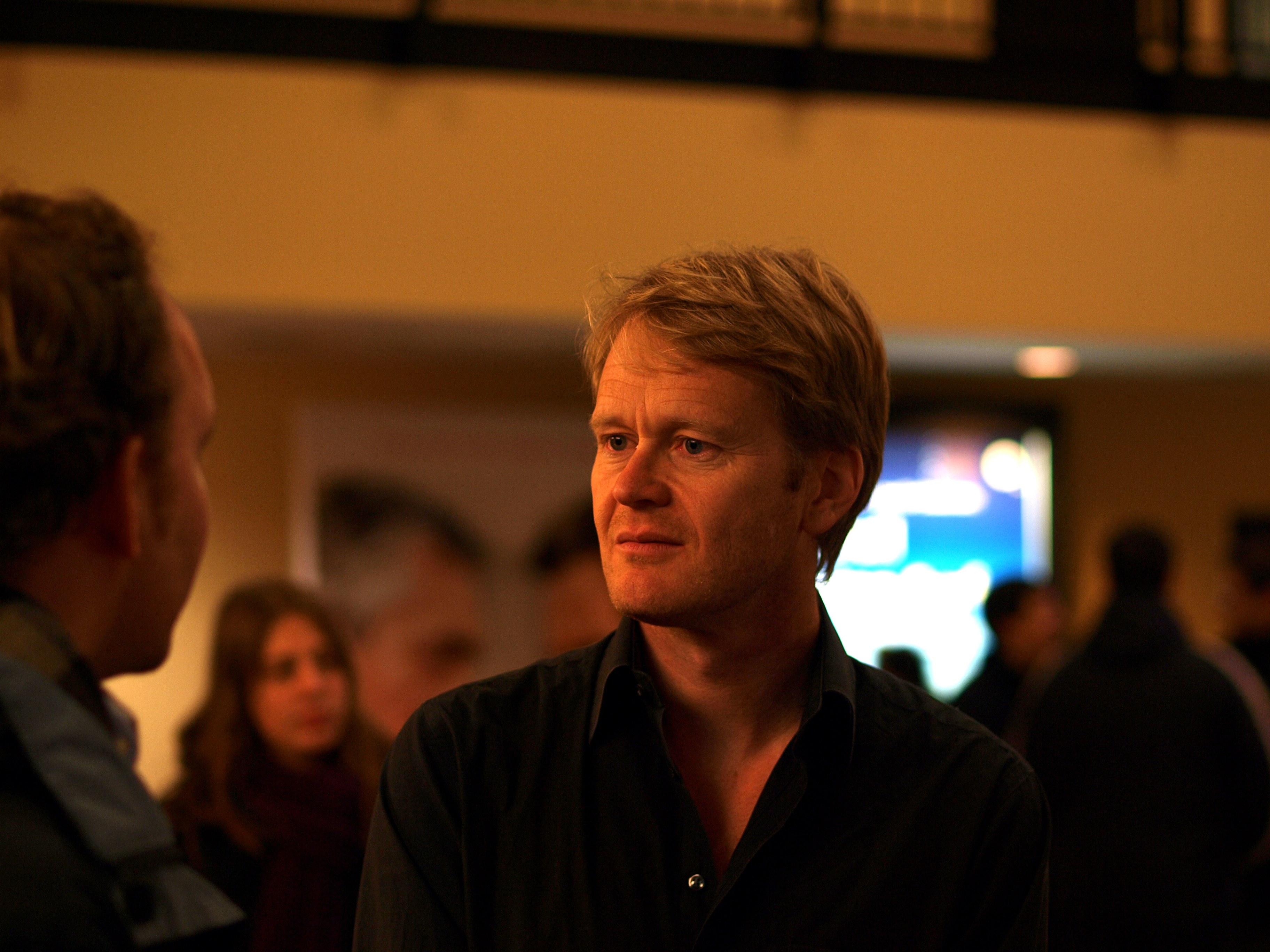
Ralf Westhoff 2010 bei einer Preview von Der letzte schöne Herbsttag in Münster

Ralf Westhoff (* 13. November 1969 in München) ist ein deutscher Filmregisseur.
Westhoff wuchs ab dem Jahr 1983 in Waldkraiburg auf. Nach dem Abitur am Gymnasium Gars studierte zunächst an der Universität Passau Wirtschaftswissenschaften. Danach absolvierte er ein Volontariat bei dem privaten Radiosender Antenne Bayern und arbeitete im Anschluss freiberuflich als Radioreporter und Nachrichtenredakteur. Während dieser Zeit verfasste er ein erstes Hörspiel.
Zwischen 2000 und 2004 entstanden drei preisgekrönte Kurzfilme. 2006 drehte er mit Shoppen seinen ersten Spielfilm.
2025 veröffentlichte Westhoff mit Niemals nichts seinen ersten Roman.

## Filmografie
Kurzfilme
- 2000: Sonntag im September
- 2003: Der Plan des Herrn Thomaschek
- 2004: Der Bananenkaktus

Spielfilme
- 2006: Shoppen
- 2010: Der letzte schöne Herbsttag
- 2014: Wir sind die Neuen
- 2019: Wie gut ist deine Beziehung?

## Literarische Werke
- Niemals nichts. Roman. Rowohlt Berlin 2025, ISBN 978-3-7371-0213-1.

## Auszeichnungen
- Sonntag im September erhielt das Prädikat besonders wertvoll
- Goldenes Einhorn der Alpinale Bludenz für Sonntag im September
- Kurzfilmpreis der Friedrich-Wilhelm-Murnau-Stiftung für Der Plan des Herrn Thomaschek
- Förderpreis Kurzfilm des Max-Ophüls-Festivals für Der Plan des Herrn Thomaschek
- Nachwuchs-Förderpreis der Biberacher Filmfestspiele für Der Plan des Herrn Thomaschek
- Preis für den besten Kurzspielfilm beim Melbourne International Film Festival   für Der Plan des Herrn Thomaschek
- Goldenes Einhorn der Alpinale Bludenz für Der Plan des Herrn Thomaschek
- Kurzfilmpreis der Friedrich-Wilhelm-Murnau-Stiftung für Der Bananenkaktus
- Bayerischer Filmpreis 2007 für Shoppen
- Förderpreis Deutscher Film 2010 für Der letzte schöne Herbsttag
- VGF-Nachwuchsproduzentenpreis 2010 für Der letzte schöne Herbsttag
- Förderpreis Neues Deutsches Kino 2014 für Wir sind die Neuen